# Israel Exploration Journal
Israel Exploration Journal (IEJ) is een tweejaarlijks wetenschappelijk tijdschrift dat is opgericht in 1950 en de officiële publicatie van de Israel Exploration Society is. De artikelen hebben hoofdzakelijk betrekking op archeologisch onderzoek, maar ook geschiedenis en geografie met betrekking tot Israël en haar omgeving komen regelmatig aan bod.
Indexen zijn voor de volgende nummers beschikbaar:
- Vols. 1-10 (opgenomen in Vol. 11)
- Vols. 11-20 (opgenomen in Vol. 26)
- Vols. 21-30 (verkrijgbaar als fotokopie)
- Vols. 31-40 (verkrijgbaar als fotokopie)

Er is ook een cumulatieve index voor vols. 1-50 (inclusief auteur/plaatsindex en onderwerpenindex voor vols. 41-50).
De huidige hoofdredacteurs zijn Shmuel Ahituv en Miriam Tadmor.